# 4. Sinfonie (Schubert)
Die Sinfonie Nr. 4 in c-Moll, D 417, genannt Tragische Sinfonie, wurde 1816 von Franz Schubert komponiert.

## Entstehung
Die Sinfonie entstand ein Jahr nach der Dritten Sinfonie, und zwar im Laufe des Monats April im Jahr 1816, als Schubert gerade einmal 19 Jahre alt war. Laut Schuberts Notiz am Ende der Partitur wurde die Sinfonie am 27. April 1816 fertiggestellt. Zur Entstehungszeit der Sinfonie arbeitete Schubert als „Schulgehülfe der Schule seines Vaters zu Wien am Himmelpfortgrunde No. 10“ und bewarb sich – trotz der Fürsprache seines ehemaligen Lehrers Antonio Salieri jedoch erfolglos – um eine Musiklehrerstelle in Ljubljana. Zur gleichen Zeit konnte Schubert aber auch mit seiner ersten bezahlten Auftragsarbeit, der inzwischen verschollenen Prometheus-Kantate, für den Namenstag des Professors für politische Wissenschaften Heinrich Joseph Watteroth einen Erfolg verbuchen.
Schubert setzte mit der Komposition seinen Wunsch um, erstmals eine Sinfonie in einer Moll-Tonart zu schreiben. Äußerer Anlass für die Komposition der Sinfonie war das „Hatwig’sche Orchester“, für das vermutlich die Sinfonie Nr. 4, die Sinfonie Nr. 5 und die Sinfonie Nr. 6 entstanden. Eine Aufführung durch dieses Orchester – im Schottenhof oder Gundelhof – ist möglich, aber nicht gesichert.

## Zur Musik
Vom Komponisten nachträglich selbst so betitelt, bezieht sich der Titel „Tragische“ auf die aufgewühlten Momente, die man im Werk findet. Er gab wiederholt Anlass zu Diskussionen und Kritik: Antonín Dvořák umschrieb das Adjektiv mit „tiefem Pathos“, und Robert Schumann bemängelt: „… an eine tragische würde man ganz andere Ansprüche machen“. Harry Goldschmidt stellte fest, dass Schubert sich mit dem Werk ein geistiges Problem gestellt habe, dem er in seiner Jugend noch gar nicht gewachsen war: „Er wollte eine ‚tragische‘ Sinfonie schreiben, und siehe da, es wurde nur eine ‚pathetische‘ daraus.“
Schuberts Entscheidung, die Sinfonie als „Tragische“ zu benennen, hat in der Schubertforschung den Eindruck erweckt, Schubert habe „eine neue Art der Auseinandersetzung mit Beethoven gesucht“, um „die ‚ethischen Voraussetzungen‘ der beethovenschen Kunst zu erfüllen“. Dementsprechend habe Schubert die Tonart c-Moll „nicht zufällig sondern unter dem Eindruck der V. Beethovenschen“ und anderer Beethoven-Werke wie dem Streichquartett op. 18,4 und der Coriolan-Ouvertüre gewählt.
Doch gerade Schubert äußerte sich am 16. Juni 1816, kurz nach Vollendung der Sinfonie Nr. 4, gegenüber Antonio Salieri skeptisch über Beethoven, indem er meint, was Beethoven „beynahe allein zu verdanken ist, von dieser Bizzarrerie, welche das Tragische mit dem Komischen, das Angenehme mit dem Widrigen, das heroische mit Heulerey, das Heiligste mit dem Harlequin vereint, verwechselt, nicht unterscheidet[,] den Menschen in Raserey versetzt[,] statt in Liebe auflöst[,] zum Lachen reitzt, anstatt zum Gott erhebt“. Nach Ansicht von Wolfram Steinbeck ist es vielmehr so, dass beide – Beethoven und Schubert –  einen gemeinsamen Ausgangspunkt hätten: die Tradition; beide würden demzufolge auf unterschiedliche, ihre jeweils eigene Weise mit der Tradition umgehen.
Das Werk ist neben der „Unvollendeten“ die einzige Sinfonie Schuberts in einer Moll-Tonart. Die Aufführungsdauer der vier Sätze beträgt insgesamt ungefähr 30 Minuten.

### Orchesterbesetzung
2 Flöten, 2 Oboen, 2 Klarinetten, 2 Fagotte, 4 Hörner, 2 Trompeten, Pauke, I. Violine, II. Violine, Bratsche, Violoncello, Kontrabass

### 1. Satz: Adagio molto – Allegro vivace
Der erste Satz weicht vom üblichen Tonartschema ab. So steht das Seitenthema nicht, wie es bei c-Moll, der Grundtonart der Sinfonie, üblich wäre, auf der III. Stufe in Es-Dur, sondern auf der VI. Stufe in As-Dur. Der Satz insgesamt ist – wie der Finalsatz – von einem synkopierten Rhythmus geprägt.
Nach einer 29 Takte langen Einleitung – der bisher längsten in einer Schubert-Sinfonie – findet nach Vorstellung von Haupt- und Seitenthemen deren gesteigerte Wiederholung statt; dieser Vorgang wiederholt sich in der kurzen Durchführung sowie in der Reprise. Nachdem in der Reprise über g-Moll, Es-Dur und E-Dur der Grundton C erreicht wird, endet der Satz in der Coda, kontrastierend zum Beinamen der Sinfonie, in einem strahlenden C-Dur Abschluss.

### 2. Satz: Andante
Auch im Andante weicht Schubert vom konventionellen Tonartschema ab, indem der Satz nicht in der für Moll-Werke üblichen Durparallele, die hier Es-Dur wäre, steht, sondern im Dur-Gegenklang As-Dur. Dieses Vorgehen findet seine Vorbilder bei Ludwig van Beethoven, und zwar in dessen Sinfonie Nr. 5 und der „Pathétique“. Schubert hat aber möglicherweise vielmehr aus seiner Vorliebe für den subdominantischen Raum so gehandelt. Der insgesamt 270 Takte lange Satz besteht aus einer fünfteiligen Wiederholungsform mit dem Schema A-B-A-B-A’-Coda.
Die 52 Takte des Andante werden von einem Streichersatz im Pianissimo eingeleitet, dem die Solo-Oboe folgt. Nach dieser erklingen wiederum die Flöten und Klarinetten, die, nachdem Oboe und Fagotte hinzugekommen sind, den A-Teil beendet. Das kantable Andante-Thema wird von energischen B-Teilen kontrastiert, denen aber Seufzerketten der ersten Violine und den Holzbläsern entgegengesetzt werden.
Von den Sätzen der Sinfonie Nr. 4 erfuhr das Andante, und zwar wegen seiner deutlichen Länge, die schärfste Kritik.
So schrieb Schubert-Biograf Walther Vetter, der Sinfonie fehle „die künstlerische Einheit, weil der Langsame [sic!] Satz nicht auf der Höhe der anderen Sätze“ stehe. Während Vetter den Satz als „typische Innendekoration“ des Bürgertums bezeichnete, sprach Musikwissenschaftler Alfred Einstein von der „Breite und Schwäche“ des Satzes. Im Vorwort der Eulenburg-Partitur Nr. 507 nannte Grabner den Satz eine der „bedeutend wertvolleren Partien des Werkes“.
Dennoch erschien der Satz neben einer Bearbeitung für Klavier zu vier Händen bereits im Jahr 1871 bei Peters/Leipzig in Partitur.

### 3. Satz: Menuetto. Allegretto vivace
Das Menuett entspricht mit seiner eigenwilligen Rhythmik, in der der 3/4-Takt und das Versmaß des Choriambus zueinander im Widerspruch stehen, und seiner Tempoangabe im Charakter dem, was Beethoven seit seiner Sinfonie Nr. 2 „Scherzo“ genannt hatte. Während das schlichte Thema des Menuetts aus einer chromatisch umspielten und chromatisch abwärts steigenden Tonleiter besteht und das Menuett dadurch einen „tragischen“ Charakter erhält, besteht das Trio aus einer Tanzmelodie im üblichen Dreivierteltakt und pizzicatoartiger Violinbegleitung.

### 4. Satz: Allegro
Das Finale ist von einem drängenden zur Grundtonart c-Moll passenden Charakter, der am Schluss in ein festliches Satzende mündet. Der Satz wechselt in seinem Verlauf zwischen fünf tonalen Ebenen.
Der Satz beginnt mit einem viertaktigen Vorspann, der wie das Vorspiel zu einem Lied wirkt und von Schubert später um eine Fagottfigur ergänzt wurde. Die gleiche viertaktige Figur findet sich, ebenfalls nachträglich ergänzt, zwischen dem Ende der Exposition und deren Wiederholung sowie in der Einleitung vor der Reprise. Unklar ist, an welcher dieser Stellen dieses Viertakt-Motiv zuerst eingetragen wurde und welche der drei Stellen in der Folge ergänzt wurden.
Der Satz endet in C-Dur mit Trompeten und vierfach besetzten Hörnern ohne Coda. Während für Walther Vetter das „tragische[s] c-Moll“ lediglich „Fassade“ war, bezeichnete Alfred Einstein die C-Dur-Wendung als „keine echte Lösung“ und „konventionell“.

## Wirkung
Die erste gesicherte Aufführung fand am 19. November 1849 unter der Leitung von August Ferdinand Riccius in einem von der Musikgesellschaft „Euterpe“ in Leipzig veranstalteten Konzert statt, mehr als zwei Jahrzehnte nach Schuberts Tod. Nach diesem Konzert schrieb die Neue Zeitschrift für Musik:

„Die Symphonie ist weder in Anlage noch Ausführung mit der großen C-Dur-Symphonie zu vergleichen [sie war erstmals 1849 in Leipzig erklungen und hatte gewaltig gewirkt]; sie ist kleiner angelegt und der Schwung der Gedanken ist nicht so gewaltig. Aber sie bietet des Schönen so mancherlei in ihren vier Sätzen; namentlich will uns der letzte Satz in seiner lodernden Leidenschaftlichkeit als der bedeutendste erscheinen, wo sich der Componist auch mehr von dem Einflusse Haydns und Mozarts emancipirt. Reich an interessanten harmonischen Combinationen ist auch das Andante – kurz, wir freuen uns unendlich, ein Werk kennengelernt zu haben, daß bedeutsam ist in der Entwickelung Schuberts“

Am 2. Dezember 1860 kam es im Wiener Redoutensaal zu einem von Johann von Herbeck dirigierten Konzert, das aus den ersten beiden Sätzen der Sinfonie Nr. 4, dem dritten Satz der Sinfonie Nr. 6 und dem Finale der Sinfonie Nr. 3 bestand. Basierend auf den ersten beiden Sätzen der vierten Sinfonie, die bei diesem Konzert erklangen, urteilte Musikkritiker Eduard Hanslick, der erste Satz sei „nicht eben selbstständig oder glänzend in der Erfindung“, weise aber …

„[…] doch ein reifes musikalisches Gefühl, dabei ein präciseres Zusammenfassen der Form auf, als die späteren Instrumentalsachen des Meisters. Das Andante bringt in Mozart’scher Ausdrucksweise eigenthümlich Schubert’schen Gedanken; schade, daß die sanfte einheitliche Empfindung des Stückes (überdies durch Rosalienketten und Aehnliches) über Gebühr breit gezogen wird“

Veröffentlicht wurde die Sinfonie im Jahre 1884 im Rahmen der von Johannes Brahms redigierten Alten Gesamtausgabe aller Schubert-Sinfonien durch den Verlag Breitkopf & Härtel. Brahms bescheinigte Schuberts so genannten „Jugendsinfonien“ keinen hohen künstlerischen Wert und war der Meinung, sie „sollten nicht veröffentlicht, sondern nur mit Pietät bewahrt und vielleicht durch Abschriften mehreren zugänglich gemacht werden“.
Antonín Dvořák war zu seiner Zeit einer der wenigen Bewunderer der frühen Sinfonien Schuberts, in denen er – trotz des Einflusses von Haydn und Mozart – im „Charakter der Melodien“, der „harmonischen Progression“ und den „vielen exquisiten Details der Orchestrierung“ Schuberts Individualität erkannte.
Die aus 94 hochformatigen, zwölfzeiligen Notenblättern bestehende Partitur befindet sich heute im Besitz der Gesellschaft der Musikfreunde in Wien.